# Taumarere (Nouvelle-Zélande)
Taumarere est une localité de la région du Northland, située dans l’ Île du Nord de la Nouvelle-Zélande.

## Accès
La route route nationale 11 (Nouvelle-Zélande) (en) passe à travers tout le secteur. Le ‘Waiharakeke Stream’ s’écoule à travers la ville de ‘Taumarere’ jusque dans la « Bay of Islands”. La ville de Kawakawa est localisée à 3 km vers le sud-ouest. Celle de Paihia est à 14 km vers le nord,.

## Bâtiments Caractéristiques
L’église ‘St. Andrew’, initialement en bois, est située sur le site de la Station missionnaire de Paihia de la Church Missionary Society .
En 1927, le bâtiment fut transporté par barge puis wagons à ridelles jusqu’au site actuel.

## Chemin de fer
Une ligne de tramway de campagne fut ouverte entre la ville de Kawakaka et les quais de ‘Taumarere’ le 2 mars 1868 pour transporter le charbon pour l’exportation . Elle fut construite à l’écartement international 1 435 mm et mue par la force de chevaux, qui tiraient les wagons le long de rails en bois. Elle fut convertie aux rails en métal en 1870. En 1875, le gouvernement acheta la ligne et la convertit à l’écartement de 1 067 mm, deux années plus tard. La ligne fut étendue vers la ville d ’ Opua en 1884 et appelée Opua Branch. En 1925, elle devint une partie de la North Auckland Line . Cette ligne est devenue depuis, une part de la Bay of Islands Vintage Railway (en), une ligne de chemin de fer historique orientée vers le tourisme .

## Éducation
La ‘Te Kura Kaupapa Maori o Taumarere’ est une école primaire mixte allant de l’année 1 à 8 avec une taux de décile de 1 et un effectif de 49 élèves . C’est une école Kura Kaupapa Māori, qui enseigne entièrement en langue Māori. L’école fut largement détruite par une attaque criminelle le 23 mars 2008 .